# Seanan McGuire
Seanan McGuire, nota anche con lo pseudonimo di Mira Grant (Martinez, 5 gennaio 1978), è una scrittrice e musicista statunitense.
McGuire è stata insignita del premio John W. Campbell per la miglior sceneggiatura del World Science Fiction Convention del 2010. Il romanzo breve Every Heart A Doorway ha ricevuto il premio Nebula 2016 come miglior romanzo breve, il premio Hugo 2017 come migliore romanzo breve, e il premio Locus 2017 come migliore romanzo breve.
Scrivendo sotto lo pseudonimo di Mira Grant, ha pubblicato la serie Newsflesh (thriller politico e storie di zombie) che comprendente i romanzi Feed (2010), Deadline (2011), Blackout (2012, candidato al premio Hugo 2013 come miglior romanzo) e Feedback (2016). Inoltre, nel 2017, The Wine in Dreams è stato pubblicato come parte della raccolta di romanzi brevi Star Wars: Canto Bight, in abbinamento al film del 2017 Star Wars: Gli ultimi Jedi.
Nel 2013 McGuire ha raggiunto il primato di cinque candidature al premio Hugo nello stesso anno, due per opere come Grant e le altre tre con il proprio nome.

## Biografia
McGuire è nata in California ed è cresciuta coltivando il lato ribelle della vita. Ha un'affinità per rettili velenosi e le avventure. I suoi interessi includono "paludi, lunghe passeggiate, lunghe passeggiate nelle paludi, cose che vivono nelle paludi, film dell'orrore, strani rumori, teatro musicale, reality TV, fumetti, trovare penny per strada e rettili velenosi". McGuire è una musicista del genere Filk e scrittrice con un blog e due gatti.
Si dichiara pansessuale, o bisessuale.

## Romanzi

### October Daye
1. Rosemary and Rue (September 1, 2009, ISBN 978-0-7564-0571-7)
2. A Local Habitation (March 2, 2010, ISBN 978-0-7564-0596-0)
3. An Artificial Night (September 7, 2010, ISBN 978-0-7564-0626-4)
4. Late Eclipses (March 1, 2011, ISBN 978-0-7564-0666-0)
5. One Salt Sea (September 6, 2011, ISBN 978-0-7564-0683-7)
6. Ashes of Honor (September 4, 2012, ISBN 978-0-7564-0749-0)
7. Chimes at Midnight (September 3, 2013, ISBN 978-0-7564-0814-5)
8. The Winter Long  (September 2, 2014, ISBN 978-0-7564-0808-4)
9. A Red Rose Chain (September 1, 2015, ISBN 978-0756408091)[8]
10. Once Broken Faith (September 6, 2016, ISBN 978-1472151056)
11. The Brightest Fell (September 5, 2017, ISBN 978-0756413316)[8]
12. Night and Silence (September 4, 2018, ISBN 9780756414764)[8]
13. The Unkindest Tide (expected September 2019, DAW)[8]

### InCryptid
1. Discount Armageddon (March 6, 2012, ISBN 978-0-7564-0713-1)
2. Midnight Blue-Light Special (March 5, 2013, ISBN 978-0-7564-0792-6)
3. Half-Off Ragnarok (March 4, 2014, ISBN 978-0-7564-0811-4)
4. Pocket Apocalypse (March 3, 2015, ISBN 978-0-7564-0812-1)
5. Chaos Choreography (March 1, 2016, ISBN 978-0-7564-0813-8)
6. Magic for Nothing (March 7, 2017, ISBN 978-0-7564-1039-1)
7. Tricks for Free (March 6, 2018, ISBN 978-0-7564-1040-7)[9]
8. That Ain't Witchcraft (March 5, 2019, ISBN 978-0756411794)
9. Imaginary Numbers (expected March 2020, DAW)

### Newsflesh (come Mira Grant)
(Vedi anche i singoli romanzi brevi della serie Newsflesh.)
- Newsflesh 1.0: Feed, Orbit, 27 aprile 2010, ISBN 978-0-316-08105-4. (Novel)
  -  Newsflesh 1.5: Fed, Orbit, 2012. (Novella presenting an alternate ending to Feed)
- Newsflesh 2.0: Deadline, Orbit, 31 maggio 2011, ISBN 978-0-316-08106-1.
- Newsflesh 3.0: Blackout, Orbit, 1º giugno 2012, ISBN 978-0-316-08107-8.
- Newsflesh 4.0: Feedback, Orbit, 2016.

### Parasitology (come Mira Grant)
1. Parasite (October 29, 2013, ISBN 978-0-356-50192-5)[10]
2. Symbiont (November 25, 2014, ISBN 978-0-316-21899-3)
3. Chimera (November 24, 2015, ISBN 978-0-316-38103-1)[11]

### Velveteen
1. Velveteen vs. the Junior Super Patriots (November 9, 2012, ISBN 978-0-98579-891-8, ISFiC Press)
2. Velveteen vs. the Multiverse (August 23, 2013, ISBN 978-0-98579-896-3, ISFiC Press)
3. Velveteen vs. the Seasons (May 6, 2016, ISBN 978-0-99100-267-2, ISFiC Press)

### Indexing
1. Indexing (January 24, 2014, ISBN 978-1-4778-0960-0)
2. Indexing: Reflections (2015, ISBN 978-1-5039-4774-0)[12]

### Wayward Children
1. Every Heart a Doorway (April 5, 2016, ISBN 978-0-76538-5-505)
2. Down Among the Sticks and Bones (June 13, 2017, ISBN 978-0-76539-2-039)
3. Beneath the Sugar Sky (January 9, 2018, ISBN 978-0-765393-586)
4. In an Absent Dream (January 8, 2019, ISBN 978-0-765399-298)

### Ghost Stories
1. Sparrow Hill Road (May 6, 2014, ISBN 978-0-7564-0961-6)
2. The Girl in the Green Silk Gown (July 17, 2018, ISBN 978-0-7564-1380-4)

### Drowning Deep (as Mira Grant)
1. Rolling in the Deep, Subterranean Press, 6 aprile 2015.
2. Into the Drowning Deep, Orbit, 14 novembre 2017.

### Alien
- Alien: Echo. Imprint. (April 9, 2019, ISBN 9781250306296.)

## Non-fiction
- "Mathematical Excellence" in Chicks Dig Time Lords (March 2010)
- "Introduction" in In A Gilded Light (Jennifer Brozek, September 2010)
- "The Girls Next Door: Learning to Live With the Living Dead and Never Even Break a Nail" in Whedonistas (March 2011)
- "Summers and Winters, Frost and Flame" in Chicks Dig Comics (April 2012)
- Letters to the Pumpkin King (February 2014, ISBN 978-1-61037-304-3)

## Dischi
- Pretty Little Dead Girl: Seanan McGuire and Friends Live at OVFF 2005 (2006)
- Stars Fall Home (2007)
- Red Roses and Dead Things (2009)
- Wicked Girls (2011)[13]

## Riconoscimenti
McGuire è stata insignita del premio John W. Campbell come miglior nuovo scrittore dal World Science Fiction Convention del 2010. Il premio è stato annunciato ad Aussiecon 4 il 5 settembre 2010. Dato che questo premio ha la forma di un diadema ed è stato presentato in Australia, McGuire ha dichiarato che questo la rende "Ufficialmente la Principessa del Regno di Veleno e Fiamma".
Nel 2010, il romanzo Feed (scritto sotto lo pseudonimo di Mira Grant) si è classificato al 74º posto in un sondaggio di ascoltatori della National Public Radio dei 100 migliori romanzi triller di tutti i tempi.  Feed è stato inoltre selezionato da Publishers Weekly come uno dei Best Books del 2010. È stato candidato al premio Shirley Jackson 2011, così come per il premio Hugo 2011 come miglior romanzo. Il sequel, Deadline, è stato anche candidato al premio Hugo 2012 come miglior romanzo. Il romanzo Countdown (storia indipendente nella serie Newsflesh) è stato candidato al miglior romanzo breve del premio Hugo del 2012. Il suo album di filk Wicked Girls è stato candidato al Best Related Work Hugo del 2012. SF Squeecast, un podcast a cui contribuisce, ha vinto il premio Hugo 2012 come miglior fancast.
McGuire ha partecipato alla Darrell Awards Hall of Fame 2012 per i suoi contributi alla fantascienza del centro-sud.
SF Squeecast ha vinto il suo secondo Hugo nel 2013. Blackout ha ricevuto una candidatura all'Hugo nel 2013 come miglior romanzo. McGuire ha inoltre ricevuto altre tre candidature (un record di cinque in un solo anno): miglior romanzo breve (come Grant) e due volte miglior romanzo (entrambi come McGuire).
Every Heart a Doorway è stato candidato al World Fantasy Award del 2017.
McGuire ha vinto due volte l'Alex Award dell'American Library Association: nel 2017 per Every Heart a Doorway  e nel 2018 per Down Among the Sticks and Bones. Questo la rende la prima autrice a vincere il premio in due anni consecutivi.
McGuire ha ricevuto tre candidature al premio Hugo per la migliore serie. La serie October Daye è stata candidata nel 2017 e nel 2019 e la serie InCryptid è stata candidata nel 2018.
Premio Campbell
- 2010 – Best New Writer

Premio Hugo
- 2012 – Best Fancast per SF Squeecast[25]
- 2012 – Candidatura al Best Related Work per Wicked Girls[25]
- 2012 – Candidatura al miglior romanzo breve per Countdown (come Mira Grant)[25]
- 2012 – Candidatura al miglior romanzo per Deadline (come Mira Grant)[25]
- 2013 – Best Fancast per SF Squeecast[26]
- 2013 – Candidatura al miglior racconto per Rat-Catcher[26]
- 2013 – Candidatura al miglior racconto per In Sea-Salt Tears[26]
- 2013 – Candidatura al miglior romanzo per Blackout (come Mira Grant)[26]
- 2016 – Miglior romanzo breve per Every Heart a Doorway[27]
- 2017 – Candidatura alla miglior serie per October Daye
- 2017 – Miglior romanzo breve per Every Heart a Doorway
- 2018 – Candidatura alla miglior serie per InCryptid
- 2018 – Candidatura al miglior romanzo breve per Down Among the Sticks and Bones